# La caza del Snark
La caza del Snark (The Hunting of the Snark, en el original inglés) es un poema sin sentido escrito por el británico Lewis Carroll (Charles Lutwidge Dodgson) en 1874, a la edad de 42 años.

## Contenido

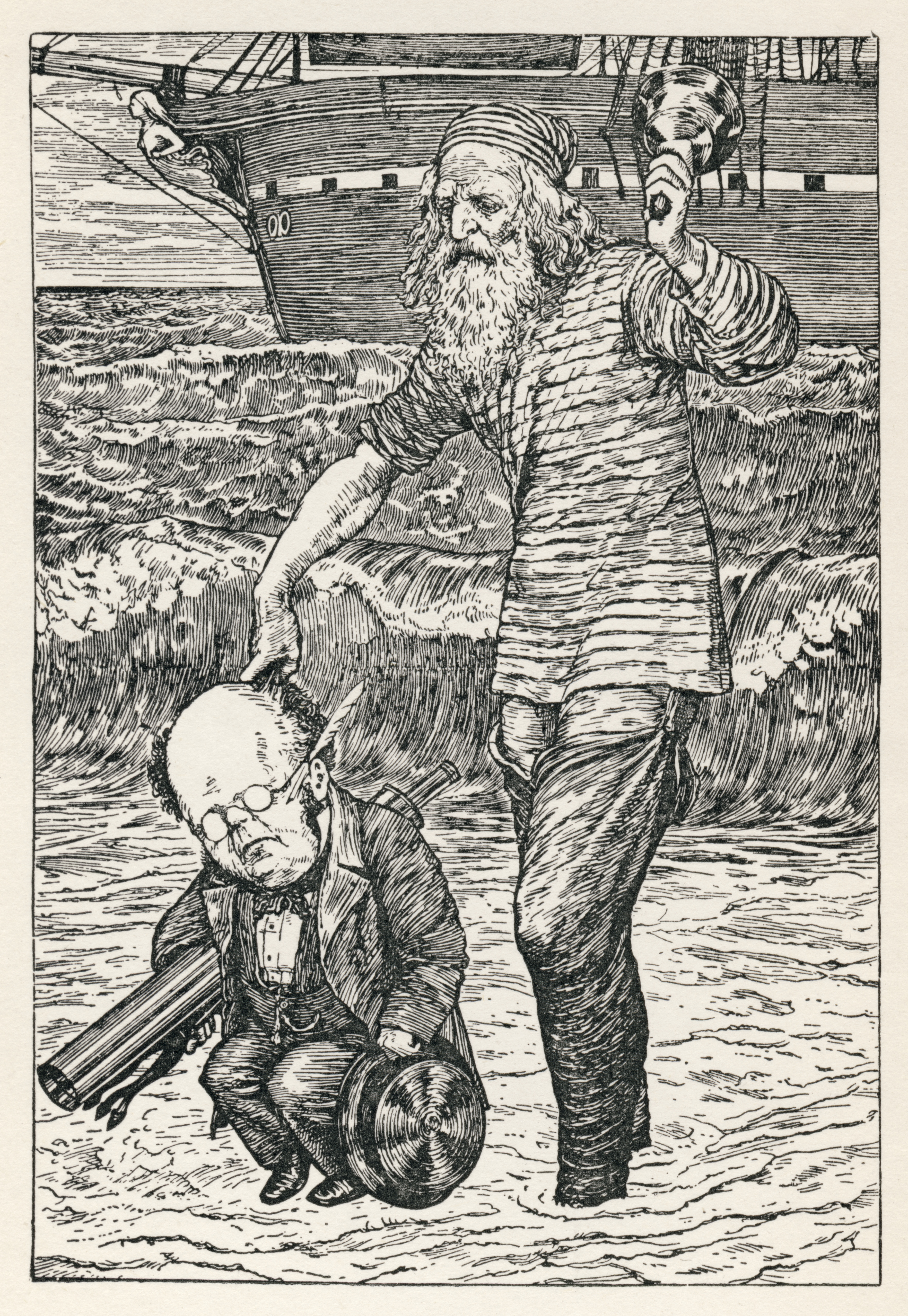
El Capitán salvando al Banquero de las olas "ensortijando un dedo en el cabello".

El poema describe "con humor infinito, el viaje imposible de una tripulación improbable, para hallar a una criatura inconcebible". Ocasionalmente, toma elementos del poema Jabberwocky, de Alicia a través del espejo, especialmente algunos nombres de criaturas como el Jubjub o el Bandersnatch; y algunos portmanteaus. Sin embargo, se trata de un poema independiente. Fue publicado por primera vez en 1876 por Macmillan Publishers, con ilustraciones de Henry Holiday.
Así como ha sucedido con otras obras de Carroll, La caza del Snark ha sido objeto de minuciosos estudios. Uno de los estudios más completos es El Snark anotado, de Martin Gardner.

## Galería

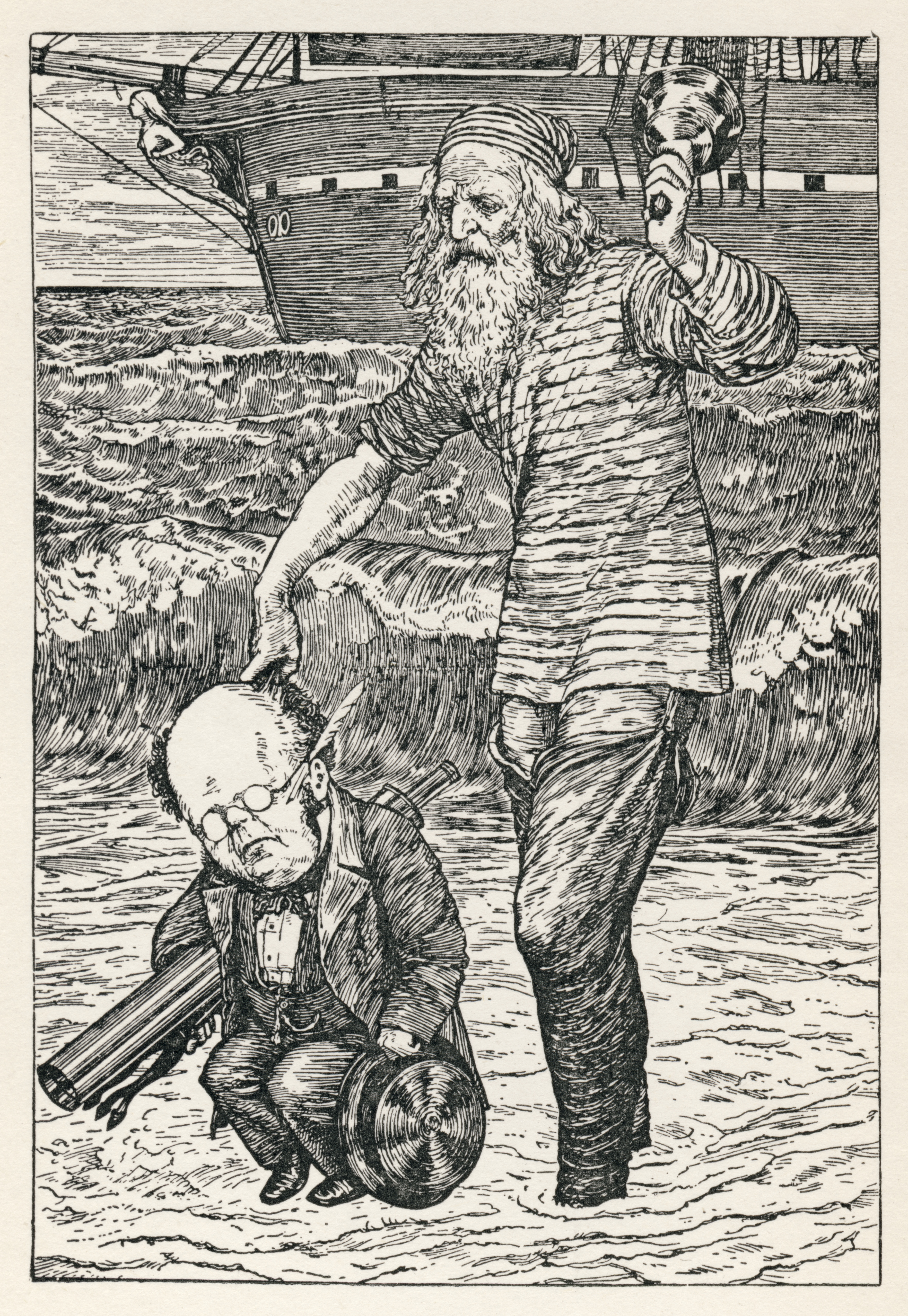
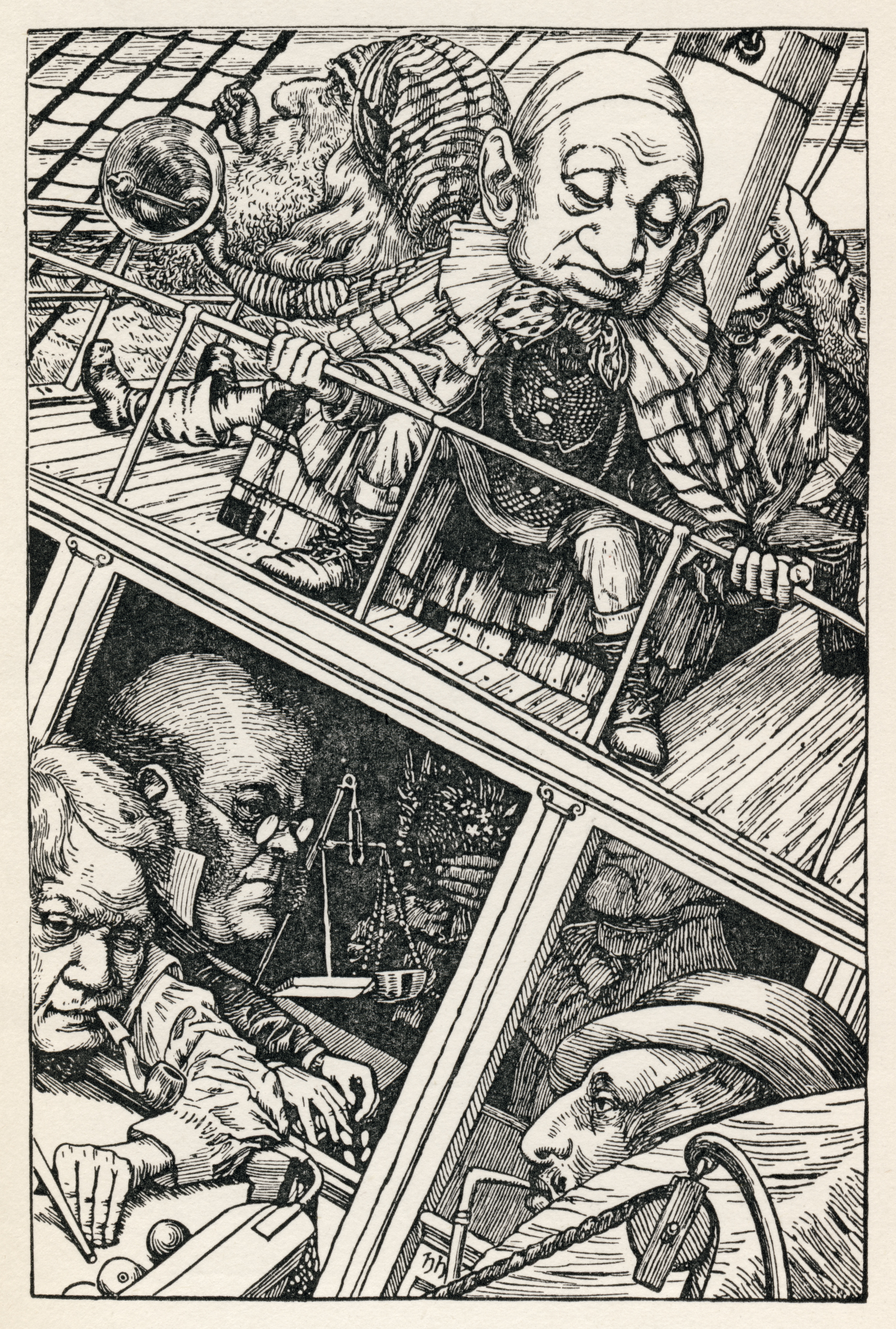
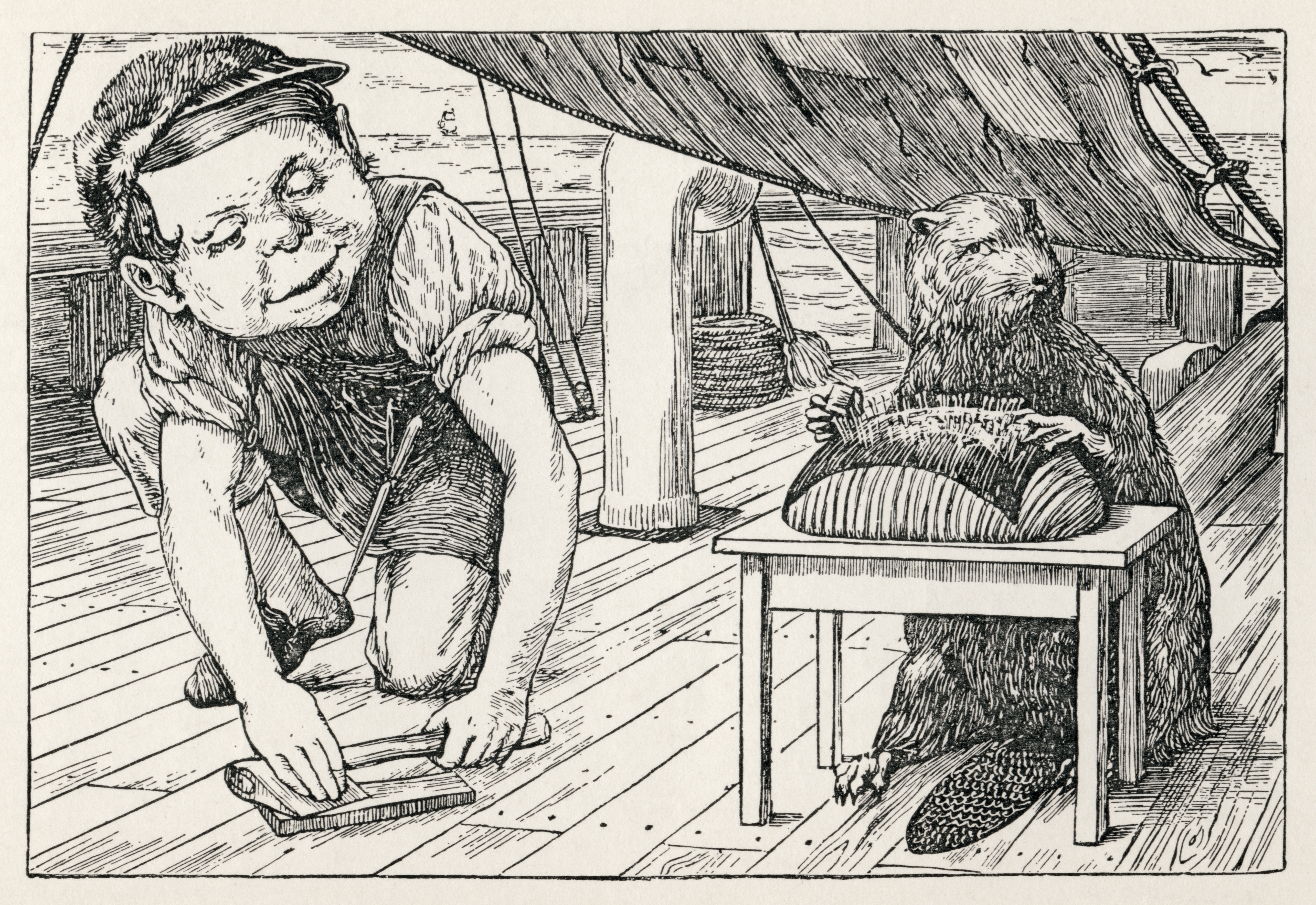
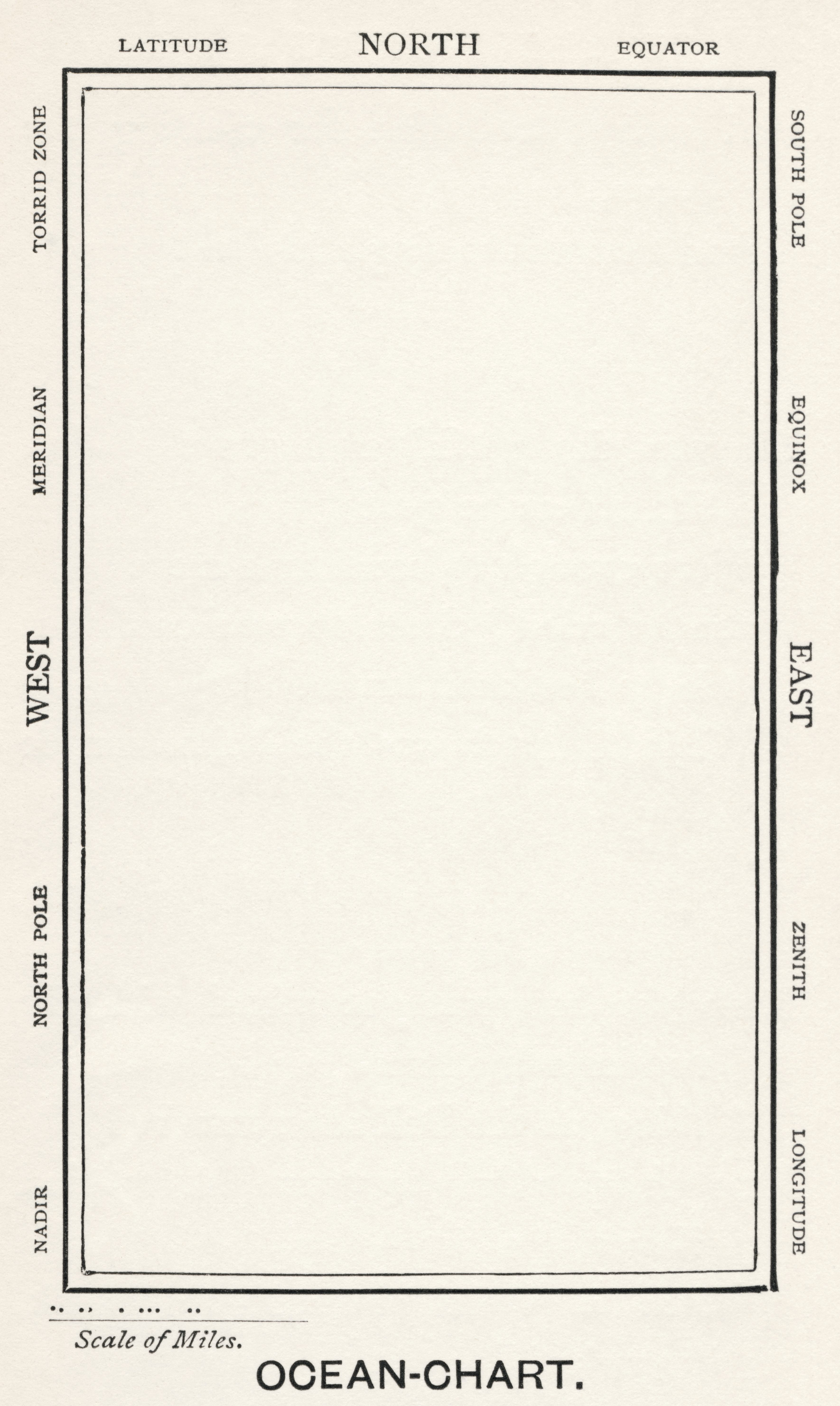
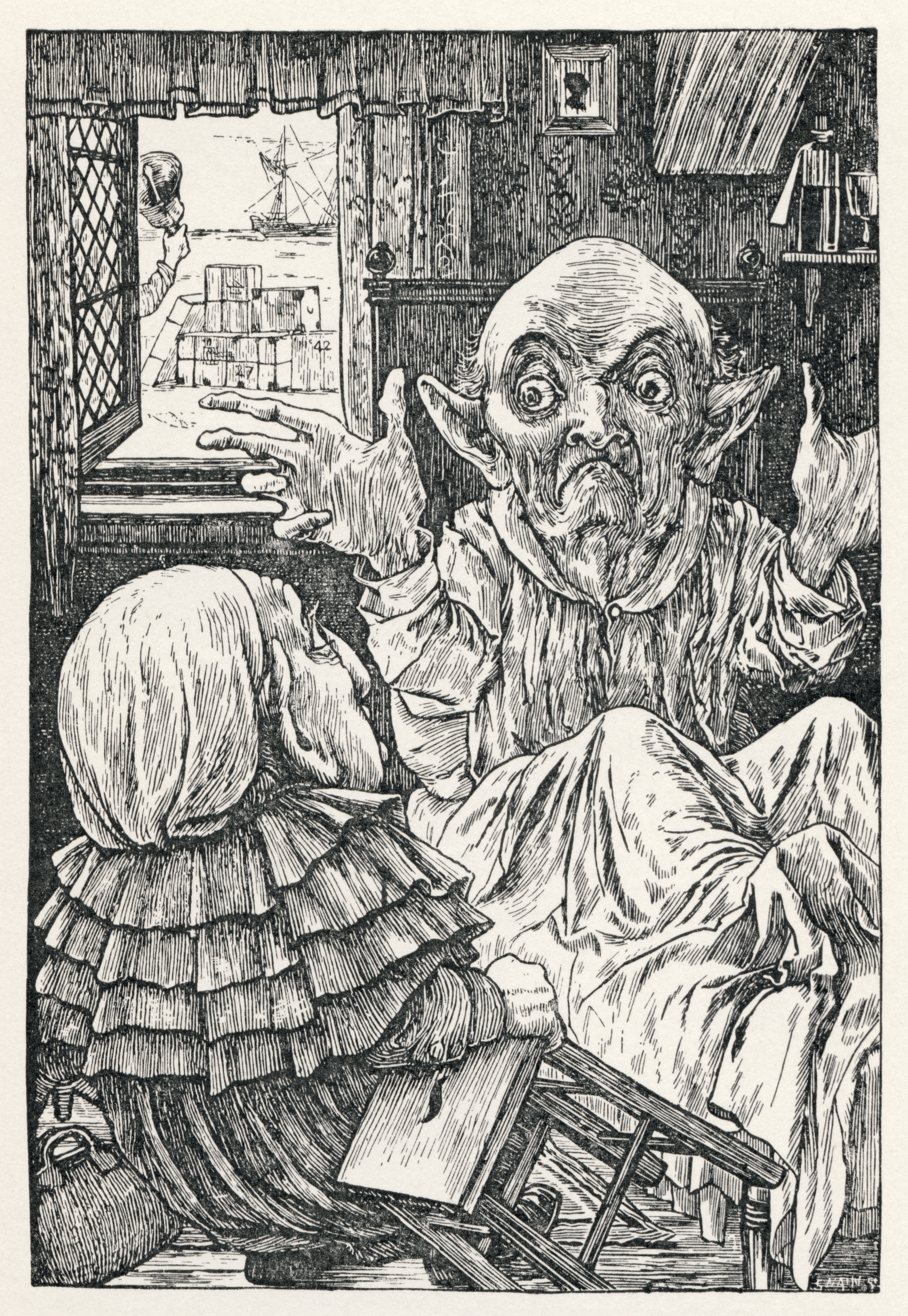
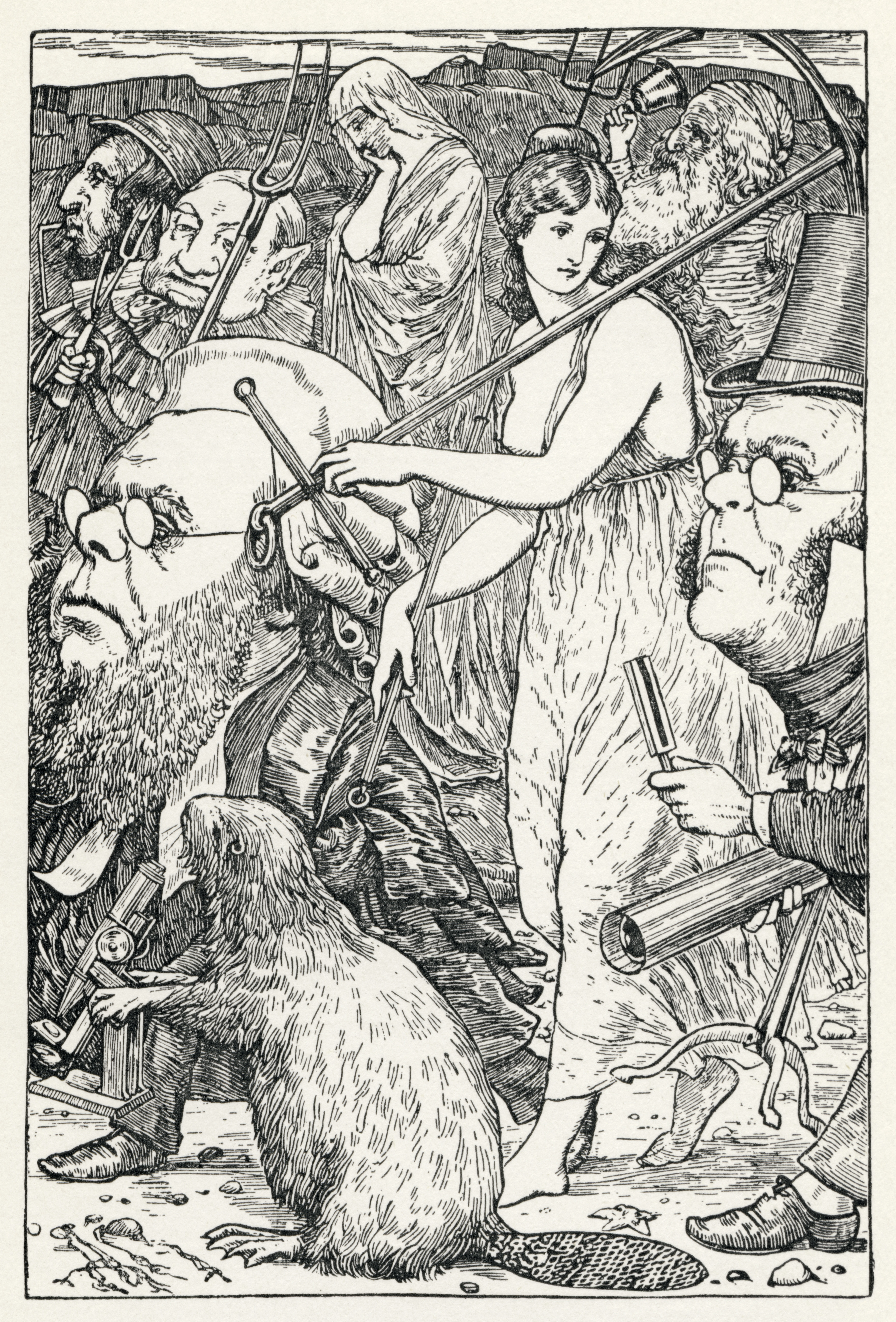
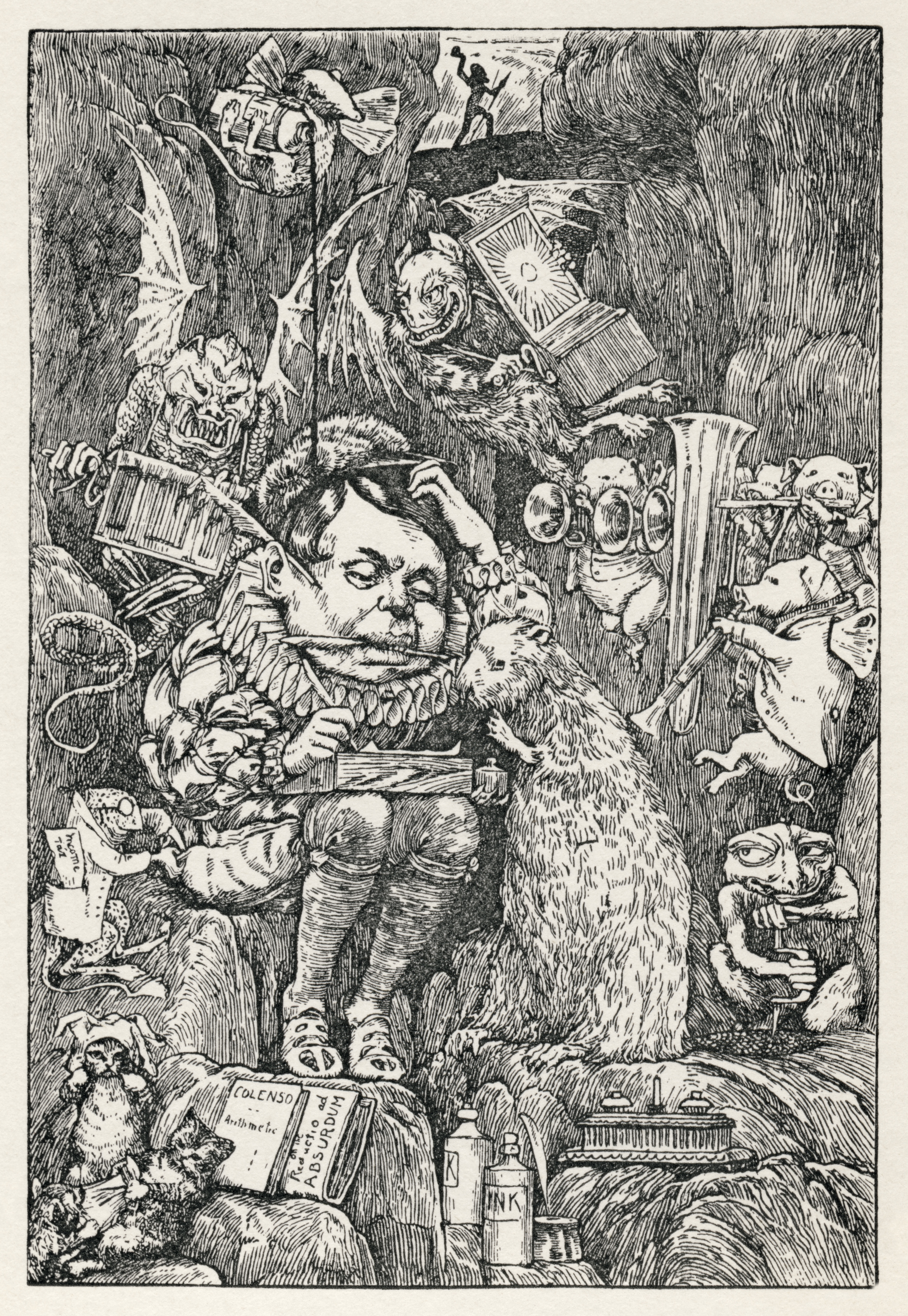
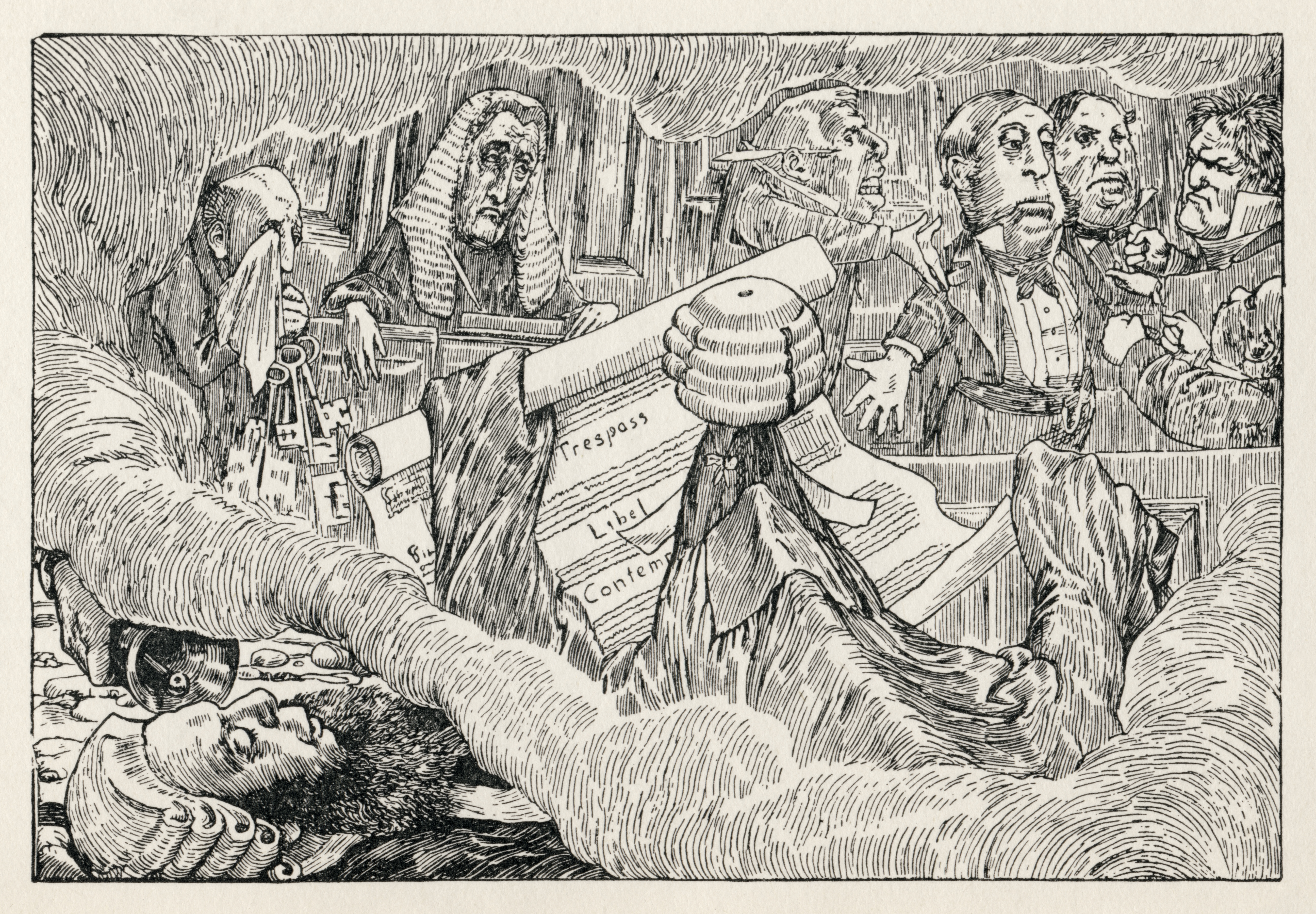
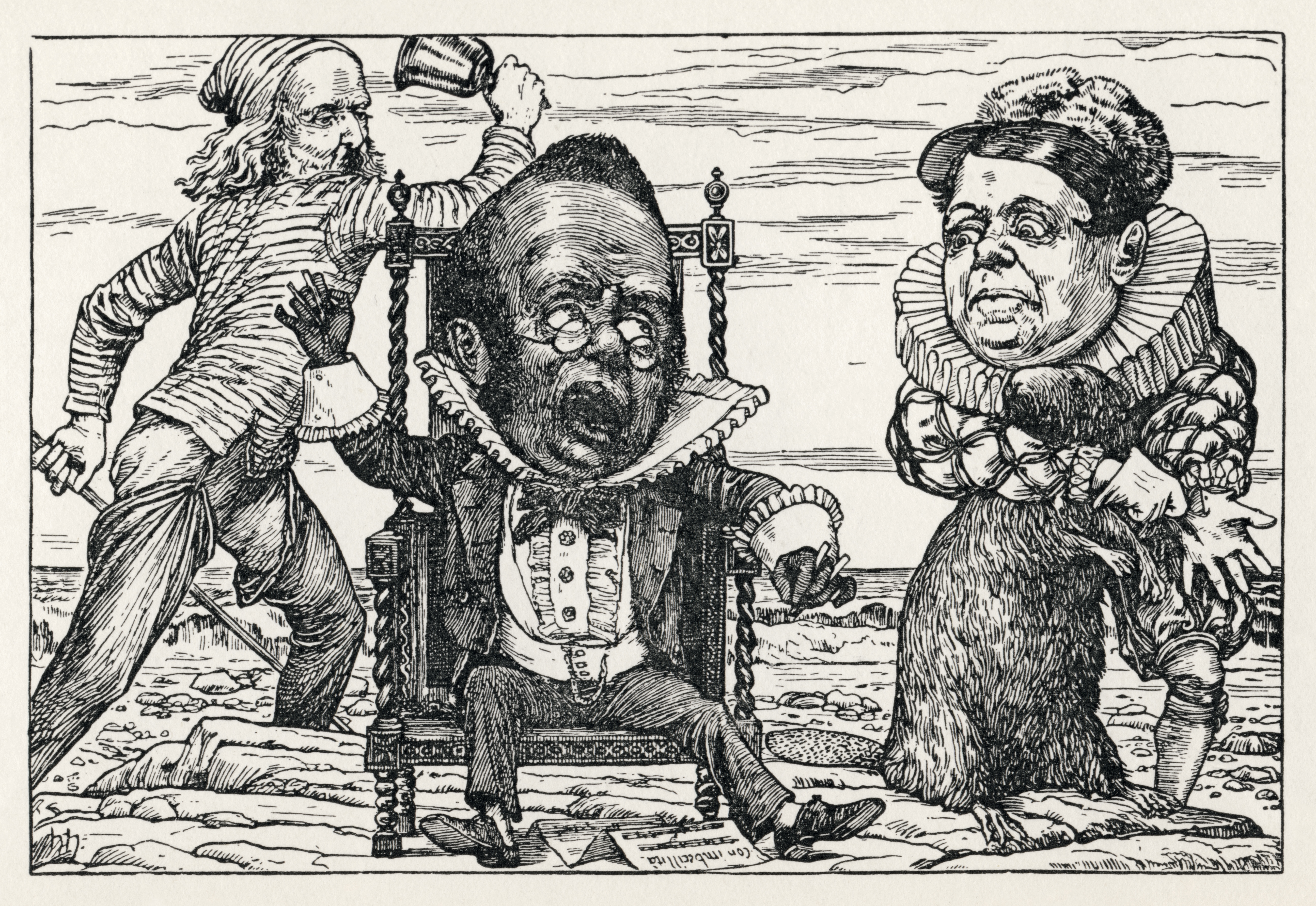
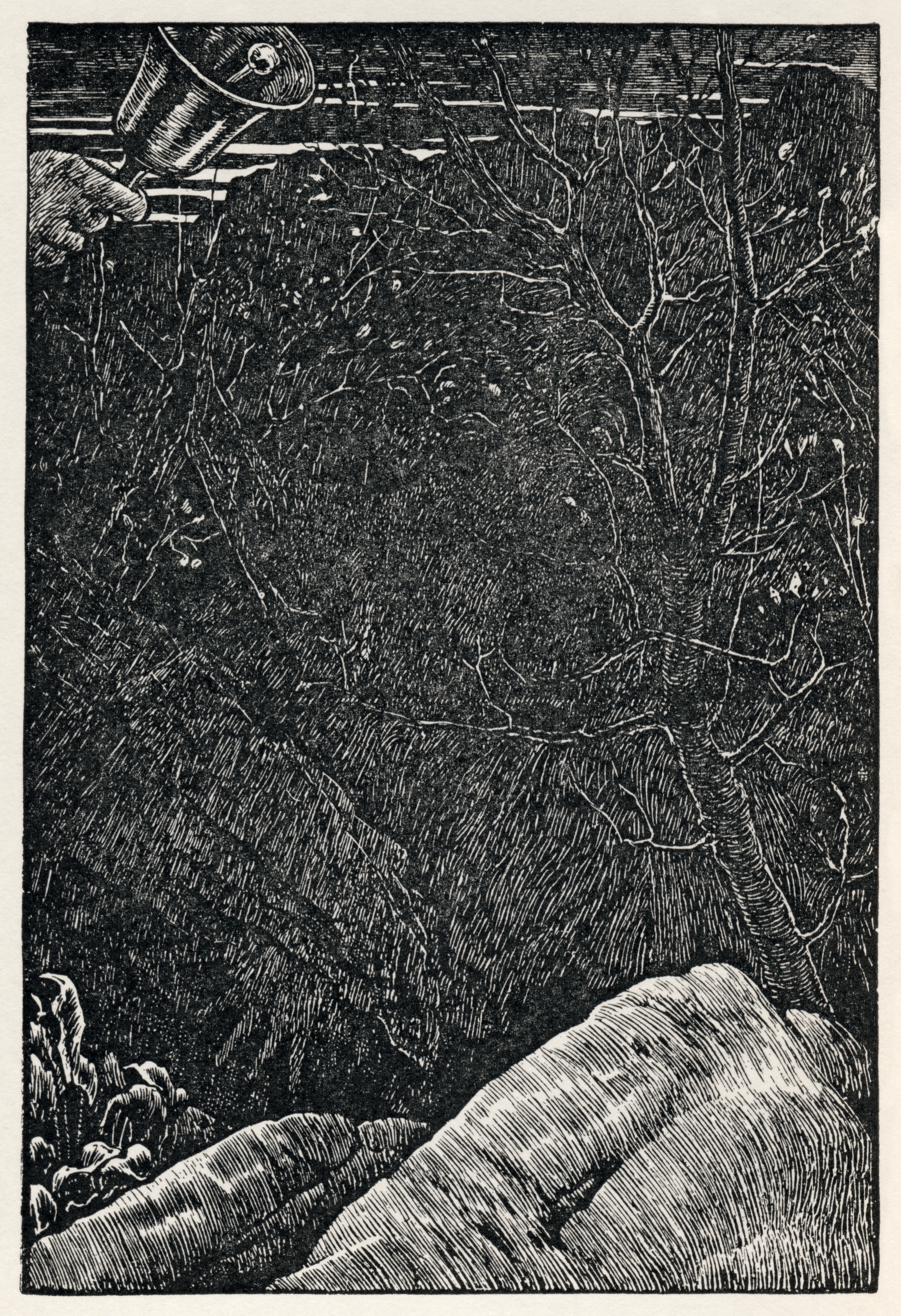